# کوئیچیرو کیمورا
کوئیچیرو کیمورا (انگلیسی: Koichiro Kimura; زاده ۱۹۶۹ – درگذشته ۲۰۱۴) کشتی‌گیر کشتی حرفه‌ای و داور هنرهای رزمی ترکیبی  اهل ژاپن بود.